# 코르바시에르 빙하
코르바시에르 빙하(프랑스어: Glacier de Corbassière)는 스위스 발레주 남서부의 페나인 알프스에 있는 그랑콩뱅 대산괴에 있는 계곡 빙하이다. 길이는 9.8km이고, 평균 너비는 1km보다 약간 더 크며, 면적은 17.4k㎡이다.
코르바시에르 빙하의 기원은 해발 4,000m가 넘는 그랑콩뱅의 북쪽 경사면에 있다. 빙하혀는 현재 해발 약 2,300m에서 끝난다.
빙하 아래 부분의 오른쪽에는 카반 프랑수아 자비에 바뉴(Cabane François-Xavier Bagnoud, [kaban fʁɑ̃swa ɡzavje baɲu]; 스위스 알파인 클럽에 속한 해발 2,645m)는 그랑콩뱅 대산괴의 등반과 빙하 투어를 위한 출발점이다.

## 같이 보기
- 스위스 알프스